# Сілін В'ячеслав Іванович
В'ячеслав Іванович Сілін (22 лютого 1907, Тула — 20 листопада 1975) — радянський конструктор—зброяр, лауреат Ленінської премії.

## Біографія
В'ячеслав Іванович Сілін народився 22 лютого 1907 р. в Тулі.
З 1919 працював на Тульському збройовому заводі. У 1931—1932 роках служив в Червоній армії. У 1938 закінчив вечірнє відділення Тульського механічного технікуму.
З 1932 — співробітник ЦКБ-14. Працював на інженерно-конструкторських посадах. З жовтня 1941 по жовтень 1943 перебував разом з підприємством у евакуації в місті Златоусті (Челябінська область).
У 1960 у В. І. Силін був переведений в ЦКИБ СОО. Обіймав посади начальника та головного конструктора відділу, пропрацював у цій організації до кінця свого життя.
В'ячеслав Іванович Сілін помер 20 листопада 1975 р.

## Розробки
За його безпосередньої участі і під його керівництвом був створений ряд зразків військової техніки, частина з яких залишилася на рівні дослідних зразків, а частина була прийнята на озброєння.
- 1935 — авіаційний скорострільний кулемет «Сібемас» калібру 7,62 мм (спільно з М. Є. Березіним і П. М. Морозенко) з револьверною схемою автоматики. Кулемет володів унікальним темпом стрільби 6000 пострілів на хвилину. Проектні роботи над цим виробом були незабаром припинені. Колишній заступник наркома озброєння СРСР В. М. Новиков написав у своїх мемуарах[1]:

… Кулемет, сконструйований В. І. Сіліним, М. Є. Березіним і П. К. Морозенко, мав … неймовірну скорострільність — 6000 пострілів на хвилину. На жаль, цей авіаційний кулемет недооцінили і роботу над ним припинили. Принципом дії його скористалися німці, що створили в середині війни модель автоматичної револьверної гармати 20-мм калібру, а до кінця війни — і дослідні її зразки. Цим же шляхом пішли після війни американські фахівці, які отримали в середині 50-х років один з видів швидкострільного авіаційного озброєння.

- 1937 — двоствольний авіаційний кулемет ЦКВСВ-19 під патрон калібру 7,62 мм.[2]
- 1939 — на конкурс зі створення станкового кулемета калібру 7,62 мм В. І. Сіліним представлений кулемет ТКБ-67, який пройшов випробування на полігоні.
- У воєнний час В. І. Сілін брав участь у відпрацюванні авіаційних гармат ВЯ-23 калібру 23 мм і Б-20 калібру 20 мм.
- Кінець 1940-х — початок 1950-х років — участь у розробці танкових кулеметів ТКБ-440 і ТКБ-458М калібру 7,62 мм.
- 1950-ті роки — відпрацьовані авіаційні гармати ТКБ-505 калібру 23 мм і ТКБ-515 калібру 30 мм.
- 1960—1963 — розробка станкового гранатомета СПГ-9 «Копье» калібру 73 мм (спільно з А. Т. Алексєєвим).
- 1961—1966 — гладкоствольне напівавтоматичне знаряддя 2А28 «Гром» калібру 73 мм (спільно з В. І. Зайцевим, М. С. Пасенко і В. І. Волковим), основна зброя для БМП-1 і БМД-1.

## Нагороди
- Орден Леніна (1939).
- Два ордена «Трудового Червоного Прапора».
- Орден «Вітчизняної війни II ступеня».
- Ленінська премія (1967).
- Премія імені С. І. Мосіна.
- Знак «Найкращий винахідник» (1936).